# Pannexine
Pannexine sind Mitglieder einer Proteinfamilie in Tieren, die an verschiedenen Stellen des menschlichen Körpers nachweisbar und mit der Familie der Connexine verwandt sind. Es handelt sich um Strukturproteine, die aus einigen Hundert Aminosäure-Bausteinen aufgebaut sind. Pannexine bilden in Erythrozyten ATP-Kanäle, sind an der Ausschüttung von Interleukin-1 beteiligt und formen im Gehirn Gap junctions. Eine Rolle in der Karzinogenese wird diskutiert. Beim Menschen sind drei Pannexine bekannt:
| Protein    | Gen (HGNC) | UniProt | Länge (AA) |
| ---------- | ---------- | ------- | ---------- |
| Pannexin-1 | PANX1      | Q96RD7  | 426        |
| Pannexin-2 | PANX2      | Q96RD6  | 677        |
| Pannexin-3 | PANX3      | Q96QZ0  | 392        |